# 厚木海軍飛行場
厚木海軍飛行場（あつぎかいぐんひこうじょう）は、神奈川県綾瀬市と大和市にまたがる軍用飛行場で、アメリカ海軍と海上自衛隊が共同で使用している軍事基地。県内で唯一、固定翼ジェット機が離着陸できる航空施設である。航空管制は海上自衛隊が行なっている。
アメリカ海軍は空母ロナルド・レーガン(USS Ronald Reagan, CVN-76)艦載機の第5空母航空団（CVW-5）の本拠地として使用しており、海上自衛隊は第4航空群、実験航空部隊の第51航空隊、輸送航空部隊の第61航空隊の航空基地として使用している。
総面積約505.6 haのうち、約394.4 ha（全体の約78 %）が綾瀬市で、残りが大和市である。

## 名称
通称は厚木基地（あつぎきち）、厚木飛行場（あつぎひこうじょう）。海上自衛隊の基地としては厚木航空基地（あつぎこうくうきち）、在日米軍施設としては厚木海軍飛行場と呼ばれる。米軍内における名称はNaval Air Facility Atsugi（米海軍厚木航空施設）である。

### 名前の由来

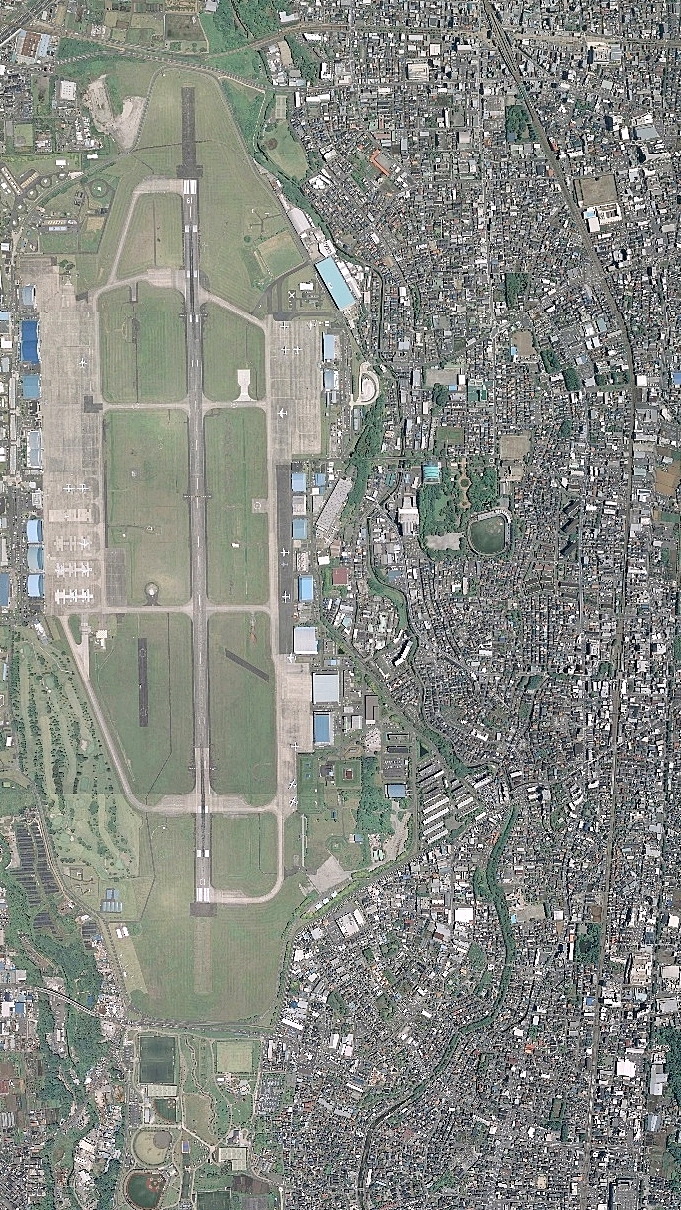
厚木海軍飛行場付近の空中写真。（2019年撮影）

敷地は綾瀬市と大和市にまたがっているが、両市とも名前の由来となっている厚木市との間は海老名市や相模川によって隔てられており、立地的には厚木に全く接していない。それにも関わらず「厚木」の名が付けられた理由については、昔から様々に論じられているが、どの説も決定的な説得力を欠くため、これといった定説はない。比較的知られている例を挙げると、
1. 「大和」は当時の最高軍機であった戦艦大和に通じ海軍飛行場の名前には適さないとして、近隣の地名で大山街道の宿場として比較的名の通った「愛甲郡厚木町」から名前を採ったとする説。
2. 海軍が防諜の目的で所在地を欺瞞するため、意図的に違う場所の名前をつけたとする説。
3. 完成当時の飛行場所在地の地名は「高座郡大和村・綾瀬村・渋谷村」であるが、「大和」「綾瀬」「渋谷」のいずれも他の有名な土地（大和國・つまり奈良県、東京市足立区綾瀬、東京市渋谷区）と重複する名称で紛らわしいため、1と同じく「愛甲郡厚木町」から名前を採ったとする説。
4. 建設当時は「大和村・綾瀬村・渋谷村」は農村地帯で、飛行場の所在地は当時神奈川県の中でも交通の便が悪い所であるため、飛行場へ案内する都合上、大山街道の宿場町（厚木宿）であり、商店や料理屋・旅館が立ち並んでいた「愛甲郡厚木町」から名前を採ったとする説。

などがある。とりわけ1の「大和」の名を避けたという説については広く知られて半ば都市伝説と化しているが、厚木飛行場完成後の1944年（昭和19年）、海軍が奈良県で実際に「大和航空基地（柳本飛行場）」を建設しているため、この説には矛盾が生じる。また2については、飛行場という施設の特徴上、異なった土地の名前を付けた所で敵機が空から見れば一目瞭然のため、効果は疑わしく、他の飛行場でも同様の例がほとんど見られないことから、こちらも信憑性が低い。一方、3及び4については、多少の妥当性が認められるものの、実際に命名に関与した者が生存している可能性は極めて低く、現在では真相を知り得る機会はほぼ完全に消失している。
なお、同じように相模川東岸にあるにも関わらず、「厚木」を名乗っている物として海老名市に所在する小田急小田原線・JR相模線・相鉄厚木線（全線海老名市内に位置する貨物専用線）厚木駅がある。また、繊維メーカーのアツギ（旧社名：厚木ナイロン工業）も本社工場が海老名市であるが、こちらは厚木基地の知名度を利用して基地名が逆に企業名に採用された物である（詳しくはアツギ#社名の由来を参照）。このほか、厚木市の件にも一部記載しているが、厚木市の近隣市町村にある企業の事業所にも「厚木」と名乗る地方工場が実在する。

## 沿革

### 帝国海軍時代
帝国海軍が、主に帝都防衛の拠点として1938年（昭和13年）に着工、1942年（昭和17年）に完成した。東京に最も近い海軍の航空拠点として重視され、整備訓練航空隊である相模野海軍航空隊や、戦闘機操縦士練成部隊である厚木海軍航空隊が置かれた。太平洋戦争後期に防空隊である302空が開隊して以降は、帝国陸軍の調布飛行場、柏飛行場、松戸飛行場、成増飛行場などと並び、首都防空の重要拠点として機能した。
1945年（昭和20年）8月14日、日本がポツダム宣言を受諾し降伏を決定。しかし302空司令の小園安名大佐は、翌15日の玉音放送の後も降伏を受け入れず祖国防衛を目的として徹底抗戦を主張し、若い隊員たちも数日にわたって戦闘機からビラ撒きをするなど、厚木飛行場の部隊は反乱状態に陥った（厚木航空隊事件）。8月16日、米内光政海軍大臣の命により寺岡謹平海軍中将や高松宮宣仁親王海軍大佐、第三航空艦隊参謀長・山澄忠三郎大佐などが説得にあたるも、小園大佐ら厚木飛行場の将兵たちは首肯しなかった。
8月18日、小園大佐は当時罹患していたマラリアにより、体温が40度近くまで発熱し、興奮状態が続いたため、8月20日に航空隊軍医長の手で鎮静薬を打たれ、革手錠をかけられ、野比海軍病院（現在の国立病院機構久里浜医療センター）の精神科へ強制収容された。
この厚木空の武装解除について、政府首脳は以下の様に心境を語っている。

### 連合国軍到着
8月21日、フィリピンのマニラへ降伏軍使として派遣していた停戦全権委員より、「連合国軍東京占領の拠点として厚木飛行場に8月26日に第一陣、8月28日にマッカーサー連合軍総司令官と司令部が到着する予定である」との文書がもたらされた。これにより8月22日、小園大佐の拘束後も逃走せず暴動状態であった兵たちが強制退去させられ、厚木飛行場の反乱は収束した 。
8月23日厚木飛行場に山澄大佐率いる大本営厚木連絡委員会がはいった。悪天候のため当初通告より2日遅れの8月28日に、連合国軍の1国であるアメリカ軍の大規模な軍先遣隊（指揮官テンチ大佐）の輸送機ダグラスC54が打ち合わせと逆の方向から着陸し、ジープを下ろして飛行場の接収を行った。
その2日後の8月30日、ダグラス・マッカーサー連合軍総司令官の乗った輸送機「バターン号」が厚木飛行場に着陸。「メルボルンから東京へ、長い道のりだった」と第一声を放った。このとき、彼が細いコーンパイプを咥えてタラップを降りる写真（『ライフ』カメラマンのカール・マイダンス撮影）が現存し、日本の敗戦や連合国による占領時代を象徴する1枚としてしばしば用いられる。
- 厚木に到着したマッカーサー
- 占領間もない頃の厚木飛行場の空中写真（1947年）
国土交通省 国土地理院 地図・空中写真閲覧サービスの空中写真を基に作成

### アメリカ軍管理
その後、厚木飛行場は連合国軍の一つであるアメリカ陸軍の管理下に置かれた。占領初期はアメリカ陸軍航空軍（USAAF）の飛行場となり、主に偵察や哨戒などの任務を行うため、次の部隊が駐留した。
- 第3爆撃群（3d Bombardment Group, Light）: 1945年9月8日－1946年9月1日[6]
  - 第8爆撃飛行中隊（8th Bombardment Squadron, Light）: 1945年10月26日－1946年8月20日 （A-26）[7]
  - 第13爆撃飛行中隊（13th Bombardment Squadron, Light）: 1945年10月10日－1946年9月1日 （A-26）[8]
  - 第89爆撃飛行中隊（89th Bombardment Squadron, Light）: 1945年9月8日－1946年4月10日 （A-26）[9]
  - 第90爆撃飛行中隊（90th Bombardment Squadron, Light）: 1945年9月8日－1946年10月10日 （A-26）[10]

- 第49戦闘群（49th Fighter Group）: 1945年9月15日－1946年2月18日[11]
  - 第7戦闘飛行中隊（7th Fighter Squadron）: 1945年9月15日－1946年2月20日 （P-38, P-61）[12]
  - 第8戦闘飛行中隊（8th Fighter Squadron）: 1945年9月15日－1946年2月20日 （P-38, P-61）[13]
  - 第9戦闘飛行中隊（9th Fighter Squadron）: 1945年9月15日－1946年2月17日 （P-38, P-61）[14]

- 第3緊急救助飛行中隊（3d Emergency Rescue Squadron）: 1945年10月6日－1946年6月17日 （OA-10, SB-17, SC-47）[15]
  - A飛行小隊（Flight A）: 1946年1月29日－9月1日 （SC-47）[15]

また、他の基地に駐留していた部隊も、連合国軍による占領任務を支援するため、次の飛行中隊を厚木に配置した。
- 第3航空襲撃群所属（3d Air Commando Group: 沖縄・伊江島飛行場）
  - 第3戦闘飛行中隊（3d Fighter Squadron, Commando）: 1945年9月20日－10月7日 （P-51）[16]
  - 第4戦闘飛行中隊（4th Fighter Squadron, Commando）: 1945年9月20日－10月7日 （P-51）[17]
  - 第318輸送飛行中隊（318th Troop Carrier Squadron, Commando）: 1945年9月7日－10月15日 （C-47）[18]

- 第374輸送群所属（374th Troop Carrier Group: フィリピン・ニールソン飛行場）
  - 第21輸送飛行中隊（21st Troop Carrier Squadron）: 1945年9月20日－12月 （C-47）[19]

- 第5戦闘機軍団所属（V Fighter Command: 福岡）
  - 第418夜間戦闘飛行中隊（418th Night Fighter Squadron）: 1945年10月6日－1946年3月7日 （B-25, P-38, P-61）[20]
  - 第547夜間戦闘飛行中隊（547th Night Fighter Squadron）: 1945年10月7日－1946年2月20日 （P-38, P-61）[21]

- 第5航空軍所属（Fifth Air Force: 名古屋）
  - 第6夜間戦闘飛行中隊（6th Night Fighter Squadron）: 1946年6月11日－9月1日 （P-61）[22]

さらに1946年（昭和21年）5月には、木更津飛行場からアメリカ海軍航空運輸サービス（Naval Air Transport Service, NATS）の分遣隊が移駐し、物資や人員の空輸を行うようになった。これら飛行部隊の多くは、アメリカ軍によって新たに滑走路が整備された他の基地へ移駐し、その後の厚木飛行場は、専らキャンプ座間附属の野外物資集積所として運用された。1949年（昭和24年）には一旦閉鎖され、接収解除も目前であったが、翌1950年（昭和25年）に朝鮮戦争が勃発したため、軍事施設としての重要性が再認識されると、アメリカ軍の極東における中核航空基地の一つとして復活、管轄も陸軍から海軍に移行する。朝鮮戦争の停戦後も飛行場は順次整備・拡張され、1960年代には現在とほぼ同じ姿になった。
アメリカ海軍による、発着艦訓練、射爆訓練は房総半島南東のR-116と呼ばれる海域で実施されている。
ジョン・F・ケネディを暗殺したとされるリー・ハーヴェイ・オズワルドは1957年（昭和32年）から1958年（昭和33年）にかけて航空管制官としてこの地で勤務していた。
1960年（昭和35年）5月9日、日本社会党は衆議院安保特別委員会で、厚木基地のU-2はスパイ活動を行っているのではないかと追及。後にアメリカ国務省がスパイ活動を否定したが、これにソビエト連邦が反応。対日覚書の中でU-2の日本駐留を非難した上で、同年5月28日、フルシチョフ首相が「スパイ機の基地は報復攻撃を行う」と牽制した。
1969年（昭和44年）11月5日、何者かが基地内に侵入、弾薬庫付近にダイナマイトを置いて逃げる事件が発生。後日、京浜安保共闘のメンバー、柴野春彦らが指名手配された（柴野は翌年に自ら起こした上赤塚交番襲撃事件で死亡）。
1970年（昭和45年）、大阪万博の開催に伴い羽田空港の混雑がピークに達し、一部のローカル線が期間限定で厚木飛行場から発着した。

### 海上自衛隊の使用開始
ベトナム戦争の状況変化を受けてアメリカ海軍航空隊は次第に撤退し、代わりとして1971年（昭和46年）には海上自衛隊が使用を始めた。その後、アメリカ軍がベトナム戦争より撤収した1973年（昭和48年）にアメリカ海軍第7艦隊の空母ミッドウェイが横須賀港を母港にすると、ミッドウェイの艦載機が厚木に駐留するようになり、ここに「アメリカ海軍空母艦載機の基地兼海上自衛隊の基地」という位置づけが成立した。
この位置づけは1970年代末期以降の冷戦再燃に伴って固定化し、空母がミッドウェイからインディペンデンス、キティホーク、ジョージ・ワシントンを経てロナルド・レーガンに代替した現在も引き継がれている。
アメリカ軍のアジア太平洋地域の重視戦略に伴い、2018年（平成30年）5月までに山口県岩国市の岩国航空基地に戦闘機部隊が移駐した（ヘリコプター部隊は引き続き厚木に駐留予定）。

## 事故
周辺では離着陸する飛行機の墜落事故が発生しており、そのうち重大なものだけでも以下のような事故がある。
- 1964年4月5日、町田市中心街にF-8戦闘機が墜落、住民4人死亡（町田米軍機墜落事故）。
- 同年9月8日、大和市の鉄工所にF-8戦闘機が墜落、住民と従業員5人死亡（大和米軍機墜落事故）。
- 1977年9月27日、横浜市緑区（現在の青葉区）荏田町の住宅街にRF-4Bファントム偵察機が墜落、幼児2人が死亡、母親も闘病4年後に死亡、その他多数が重軽傷を負う（横浜米軍機墜落事件）。

現在でもこの様な事故が起こる危険性が解消された訳ではない。相鉄本線も1961年1月に墜落事故の為に不通となった事があり、リスク回避のため、滑走路延長線部分に当たる区間（大和駅 - 相模大塚駅間）はコンクリートによってトンネル化された。東名高速道路の大和トンネルも同様の理由により建設された。

## 騒音問題
1973年にアメリカ海軍空母ミッドウェイが横須賀を母港としたのに合わせて、厚木基地は空母が入港した際の艦載機基地として用いられるようになった。艦載機訓練の中でも特に騒音被害の大きい夜間離着陸訓練（NLP）は当初岩国基地と三沢基地で行われてきたが、1982年になり厚木でもNLP訓練が開始された。基地の周辺は住宅地で囲まれており、空母艦載機、特に戦闘機の騒音は極めて大きく、住民は早くからこれらに激しい抗議を申し入れた。防衛施設庁を通した補助金により綾瀬市や大和市、藤沢市などの一部地域では二重窓化などの住宅防音工事が公費で行われている。
騒音被害の賠償と飛行差し止めを求めて、三次にわたる訴訟が行われ、裁判は最高裁判所までもつれ込んだ。第一次厚木基地騒音訴訟(1973年 - 1995年)、第二次（1984年 - 1999年）、第三次（1997年 - 2002年）のいずれの例でも損害賠償は認められたが、飛行差止は棄却された。
国でも厚木基地の騒音問題を早くから認識しており、1980年代前半には三宅島への移設が検討されたが、住民の激しい反対活動により計画は撤回された。関東周辺の自衛隊基地への移転も、各基地の地元自治体と住民の反対により正式な検討作業にも至らなかった。メガフロートの利用も検討されたが、技術的に問題が解決されていないとして諦められた。
これらの候補地への移転がいずれも難しくなる中で、厚木から1,000キロメートル以上離れた硫黄島へのNLP移転が検討されるようになった。1988年8月には瓦力防衛庁長官が、硫黄島への訓練移設について言及している。米軍は厚木から余りに距離が離れすぎているとして難色を示したが、最終的に暫定的処置として硫黄島通信所に夜間離着陸訓練用施設を建設し、1991年からNLP訓練については硫黄島に移転された。現在はNLPの約90%が硫黄島で行われている。
これらの対策にも関わらず、昼間の離着陸訓練は依然として厚木において行われている。また、天候不順を理由としたNLP訓練、戦闘機以外の空母艦載機のNLP、NLPに属さない夜間の戦闘機離着陸訓練も厚木基地において行われており、騒音問題が抜本的に解決したわけではない。神奈川県や基地周辺各市といった周辺自治体は1988年8月16日に「厚木基地騒音対策協議会」を設立し騒音問題に関して日本政府および米国大使館に対策を求める活動を行っている。夜間飛行の実施については、厚木基地での「騒音被害は相当深刻」として、自衛隊機の夜間早朝（午後10時 - 翌午前6時）の飛行差し止めを東京高等裁判所での判決がなされたが、期間は2016年末までだった。
世界規模での米軍再編の一環である在日米軍再編計画において、2018年3月に空母艦載機の厚木基地から山口県の岩国飛行場への移転が完了した。

## 配置部隊

### 海上自衛隊
- 航空集団司令部
  - 第4航空群
    - 司令部
    - 第3航空隊（P-1）
    - 第4整備補給隊
    - 厚木航空基地隊

  - 第51航空隊
  - 第61航空隊（C-130R/LC-90）
  - 航空管制隊
- （開発隊群）航空プログラム開発隊
- （システム通信隊群横須賀システム通信隊）厚木システム通信分遣隊

### アメリカ海軍
第7艦隊
- 第51ヘリコプター海洋打撃飛行隊 - MH-60R テールコードは、"TA"。

第5空母航空団(CVW-5) - テールコードは、"NF"。
- 第77ヘリコプター海洋打撃飛行隊 - MH-60R
- 第12ヘリコプター海上戦闘飛行隊 - MH-60S

## 現在の主な常駐機

### アメリカ海軍
- MH-60R、MH-60S、SH-60Fなど。

### アメリカ陸軍
- UC-35A

### 海上自衛隊
- P-1、UP-1、P-3C、UP-3C、SH-60J、SH-60K、SH-60L、C-130R、LC-90など。

## 過去の主な常駐機

### 日本海軍
- 零式艦上戦闘機、雷電、月光など。

### アメリカ海軍
- F-8、F-4、F-14、A-4、A-6、A-7、F/A-18Cなど。

### 海上自衛隊
- EP-3/OP-3C、YS-11M、P-2V、P-2J、US-1Aなど。

## 基地公開
毎年4月下旬〜5月上旬頃（ゴールデンウィーク）に、「日米親善春祭り」が行われている （2011年以前は3月下旬〜4月上旬頃に「日米親善桜祭り」と題して行われていた）。厚木基地に駐留する航空機の地上展示、基地在住の米軍関係者や地域住民による模擬店出店、バンド演奏などが実施される。
また、8月には「アメリカンフェスティバル＆盆踊り」が行われる。
入場にあたっては、日本人には本籍記載と顔写真の有る有効な公的身分証明書の提示が求められるので、基地公開ごとに公式ホームページ等で確認されたい。例えば、本籍が印字されていないICカード式運転免許証だけでは入場できない。

過去には「Wings」と題して、在基地航空機を主とした展示飛行を含めた基地公開が行われていたが、2000年7月1日・2日の開催を最後に展示飛行は行われていない。

基地公開に関連する話として、2001年8月2日に米海軍機(F/A-18：4機・F-14：1機)が編隊飛行を行った。第27戦闘攻撃飛行隊の司令交代に際し、司令に敬意を表すために行ったと後に米軍側が回答。しかし日本側への事前連絡・合意も無く、横浜の市街地・横浜駅上空を展示飛行さながらに低空飛行した為、多数の苦情が市・県・警察に寄せられた。元々展示飛行自体は基地の周辺自治体が中止を求めていたが、この事件により無期限の展示飛行中止を余儀なくされた。

## 軍民共用空港化案
軍民共用化を実施し、民間空港の開設を訴える声もある。
1970年には大阪万博で羽田空港の発着便が過密になったため、全日本空輸の東京-八丈島空港線のような民間の離島路線が就航したことがある。その後、当時の運輸省が軍民共用化を検討したが、大和市側が事故や騒音悪化などを懸念したことによって計画が立ち消えになった。しかし、当時と比べて航空機の安全性や騒音が改善したことから、軍民共用化を再び待望する声もあるという。

## 米軍による基地利用の動向
近頃、米軍が活発に基地を利用している。
2022年3月8日に米海兵隊のステルス戦闘機「F-35B」が厚木基地に初飛来した。飛来したのは米海兵隊岩国基地のVFMA-121に所属する、169694/VK14 と 169682/VK04 のF-35B　2機である。普天間基地や嘉手納基地には度々飛来しているが、厚木へのF-35Bの飛来は初であり、またステルス戦闘機が着陸したのも今回が初だということになる。また、2021年12月に東北の日米合同演習で使用されたMV-22オスプレイなどの整備を、訓練の期間中は厚木基地で行った。その他にも2021年4月下旬、2021年10月下旬に米海軍・米海兵隊のF/A-18戦闘機が集中的に飛来し、ローカルフライトを行った。
岩国基地への艦載機移住以後も、厚木基地は依然として重要な役割を果たしている。

## アクセス

### 鉄道
- 相鉄本線-さがみ野駅より徒歩20分[38]
- 相鉄本線-相模大塚駅より徒歩23分[38]

### バス
- 相鉄バス-飛行場正門バス停[38]

### 自動車
- 東名高速道路-綾瀬SIC
- 航空祭等の一般開放にて自動車での入場は出来ない[39]。正門付近の外部駐車場は無い[39]。

## 登場作品
『首都消失』
著：小松左京。朝倉達が目指した。
『日本のいちばん長い日』
岡本喜八監督の映画。
『ゴジラ・モスラ・キングギドラ 大怪獣総攻撃』
戦闘爆撃機F-7Jが厚木基地から発進しゴジラを攻撃した。
『デストロ246』
高橋慶太郎の漫画。主人公達に敵対する人間達がアメリカに高飛びするのに使用した。
『塩の街』
物語終盤（ハードカバー版では中盤）で主人公、秋庭が立川駐屯地所属の陸自隊員らとともに強襲し、本基地に再配備されていた元第154戦闘飛行隊所属のF-14A戦闘機を奪取する（この争奪劇自体が出来レースではあったが）。
『MM9』
物語序盤、気象庁特異生物対策部の機動班が、ROV「S-1」を搭載した第51航空隊所属のSH-60Jに乗るべく本基地にやって来る。厚木市にはないのに「厚木基地」という名称なので、高速道路を間違えて厚木インターで降りてしまう、という描写がある。